# Helen Gurley Brown
Helen Marie Gurley Brown (18 de febrero de 1922 - 13 de agosto de 2012) fue una escritora, editora y empresaria estadounidense, redactora jefe de la revista Cosmopolitan durante 32 años.

## Biografía
Brown nació como Helen Marie Gurley en Green Forest, Arkansas, su madre fue Cleo Brown y su padre Ira Marvin Gurley. Su madre nació en Alpena, Arkansas y murió en 1980. Su padre fue nombrado comisario del Game and Fish Commission por Arkansas y la familia se mudó a Little Rock, Arkansas, después que su padre Ira ganó la elección a la legislatura del estado. Murió en un accidente dentro de un ascensor, el 18 de junio de 1932. En 1937, ella junto a su hermana Mary, y su madre se mudaron a Los Ángeles, California. Unos meses después de mudarse, Mary contrajo la polio. Mientras Brown residía en California, asistió a la escuela de secundaria John H. Francis Polytechnic.
Después de graduarse, la familia se mudó a Warm Springs, Georgia. Luego asistió por un semestre a la Texas Woman's University y luego regresó a California para asistir a la Woodbury University donde se graduó en 1941. En 1947, Cleo y Mary se trasladaron a Osage, Arkansas, mientras que Brown se quedó en Los Ángeles.
Trabajó en la agencia William Morris Endeavor, en la Music Corporation of America, y en las agencias de talento de Sam Jaffe, también trabajó como secretaria para la agencia de publicidad Foote, Cone & Belding. Allí su empleador reconoció sus habilidades para la escritura y la trasladó al departamento de redacción, donde avanzó rápidamente hasta convertirse en una de las mayores redactoras de anuncios pagados de la nación durante la década de 1960. En 1959 se casó con David Brown, quien llegaría a convertirse en el productor o coproductor de películas clásicas como El golpe, Tiburón, Cocoon, Paseando a Miss Daisy, entre otras.
En 1962, cuando tenía cuarenta años, su libro Sex and the Single Girl se publicó en 28 países y permaneció en las listas de los más vendidos durante más de un año. En 1964 se estrenó la película del mismo nombre inspirada en el libro y protagonizada por Natalie Wood. En 1965 se convirtió en la redactora jefe de la revista Cosmopolitan, hasta entonces una publicación literaria de alto nivel, que ella reinventó convirtiéndola en una revista femenina centrada en la mujer soltera moderna. En la década de los 60, Brown fue una abierta defensora de la libertad sexual y buscaba mostrar a través de la revista el nuevo modelo a seguir, afirmando que una mujer podía tenerlo todo: "amor, sexo y dinero". Su trabajo jugó un destacado papel en la llamada revolución sexual.
Brown murió a los 90 años, en el Pabellón McKeen del Hospital presbiteriano de Nueva York, Columbia. En una declaración anunciada por Hearst Publications no se dio a conocer las causas de su defunción. La compañía dijo que, "Helen.. fue una de las editoras del mundo de revistas más reconocidas y autora de libro, y una verdadera pionera de la mujer en el periodismo y más allá". La Entertainment Weekly dijo que "Gurley Brown será recordada por su impacto en la industria editorial, sus contribuciones a la cultura por sus grandes ocurrencias, y astuta como su famosa frase: "Las chicas buenas van al Cielo, las chicas malas van a todas partes". El alcalde de Nueva York, Michael Bloomberg, dijo en un comunicado: "Hoy Nueva York perdió una pionera que reformó no sólo toda la industria de los medios de comunicación, sino también la cultura de la nación. Ella era una modelo a seguir para los millones de mujeres, cuyos pensamientos privados, maravillas y sueños dirigió tan brillantemente en la prensa".

## Premios
- 1985 Matrix Award from New York Women in Communications[17]
- 1995: Henry Johnson Fisher Award from the Magazine Publishers of America[17]
- 1996: American Society of Magazine Editors' Hall of Fame Award[17]
- 1998 Editor of the Year by Advertising Age magazine[18]

## Obras
- Sex and the Single Girl (1962)
- Lessons In Love—LP Record on How To Love A Girl & How To Love A Man (1963) Crescendo Records, GNP #604
- Sex and the Office (1965)
- Outrageous Opinions of Helen Gurley Brown (1967)
- Helen Gurley Brown's Single Girl's Cookbook (1969)
- Sex and the New Single Girl (1970)
- Having It All (1982)
- The Late Show: A Semi Wild but Practical Guide for Women Over 50 (1993)
- The Writer's Rules: The Power of Positive Prose—How to Create It and Get It Published (1998)
- I'm Wild Again: Snippets from My Life and a Few Brazen Thoughts (2000)